# Premios Cinematográficos José María Forqué
Los Premios Cinematográficos José María Forqué, también conocidos simplemente como Premios Forqué, fueron creados en el año 1996 por la Entidad de Gestión de Derechos de los Productores Audiovisuales (Egeda) para honrar la memoria de José María Forqué, figura fundamental en la cinematografía española y primer presidente de Egeda.
Tienen entre sus objetivos fundamentales contribuir a la promoción del sector audiovisual español, premiando a las películas con mayores valores técnicos y artísticos de entre las estrenadas cada año en España. Puesto que son concedidos por una asociación de productores cinematográficos están considerados como unos galardones de la industria del cine.
Desde el año 2003, incorporan la Medalla de Oro de Egeda a la trayectoria de un productor en el cine español. En cuanto al Premio Especial Egeda al mejor largometraje documental y/o de animación. A partir del año 2010, a la mejor interpretación masculina y femenina.

## I edición (1996)
Celebrada en el Ateneo de Madrid.

### Mejor película del año
- Nadie hablará de nosotras cuando hayamos muerto, de Agustín Díaz Yanes

## II edición (1997)
Celebrada en el Ateneo de Madrid.

### Mejor película del año
- Tesis, de Alejandro Amenábar

## III edición (1998)
Celebrada en el Casino de Madrid, el 20 de abril de 1998.

### Mejor película del año
- La buena estrella, de Ricardo Franco

## IV edición (1999)
Celebrada en el Casino de Madrid, el 19 de abril de 1999.

### Mejor película del año
- El abuelo, de José Luis Garci
- Los amantes del círculo polar, de Julio Médem
- Barrio, de Fernando León de Aranoa
- La niña de tus ojos, de Fernando Trueba
- Tango, de Carlos Saura

## V edición (2000)
Celebrada en el Casino de Madrid, el 29 de mayo de 2000.

### Mejor película del año
- Flores de otro mundo, de Icíar Bollaín
- Goya en Burdeos, de Carlos Saura
- La lengua de las mariposas, de José Luis Cuerda
- Solas, de Benito Zambrano
- Todo sobre mi madre, de Pedro Almodóvar

## VI edición (2001)
Celebrada en el Casino de Madrid, el 21 de mayo de 2001.

### Mejor película del año
- El Bola, de Achero Mañas
- La comunidad, de Álex de la Iglesia
- La espalda del mundo, de José Luis Corcuera
- Leo, de José Luis Borau
- Sé quién eres, de Patricia Ferreira
- You're the one (una historia de entonces), de José Luis Garci

## VII edición (2002)
Celebrada en el Teatro Real (Madrid), el 29 de abril de 2002.

### Mejor película del año
- En construcción, de José Luis Guerín
- El hijo de la novia, de Juan José Campanella
- Juana la Loca, de Vicente Aranda
- Los otros, de Alejandro Amenábar

## VIII edición (2003)
Celebrada en el Teatro Real (Madrid), el 29 de mayo de 2003.

### Mejor película del año
- El otro lado de la cama, de Emilio Martínez-Lázaro
- En la ciudad sin límites, de Antonio Hernández
- Hable con ella, de Pedro Almodóvar
- Historia de un beso, de José Luis Garci
- Los lunes al sol, de Fernando León de Aranoa

## IX edición (2004)
Celebrada en el Teatro Real (Madrid), el 21 de abril de 2004.

### Mejor película del año
- El oro de Moscú, de Jesús Bonilla
- En la ciudad, de Cesc Gay
- Mi vida sin mí, de Isabel Coixet
- Soldados de Salamina, de David Trueba
- Te doy mis ojos, de Icíar Bollaín

### Premio Especial EGEDA al mejor largometraje documental y/o de animación
- La pelota vasca, la piel contra la piedra, de Julio Médem

## X edición (2005)
Celebrada en el Teatro Real (Madrid), el 26 de abril de 2005.

### Mejor película del año
- Héctor, de Gracia Querejeta
- La mala educación, Pedro Almodóvar
- El Lobo, de Miguel Courtois
- Mar adentro, de Alejandro Amenábar
- Tiovivo c. 1950, de José Luis Garci

### Premio Especial EGEDA al mejor largometraje documental y/o de animación
- El milagro de Candeal, de Fernando Trueba

## XI edición (2006)
Celebrada en el Teatro Real (Madrid), el 9 de mayo de 2006.

### Mejor película del año
- 7 vírgenes, de Alberto Rodríguez
- Habana Blues, de Benito Zambrano
- La vida secreta de las palabras, de Isabel Coixet
- Obaba, de Montxo Armendáriz
- Princesas, de Fernando León de Aranoa

### Premio Especial EGEDA al mejor largometraje documental y/o de animación
- El cielo gira, de Mercedes Álvarez

## XII edición (2007)
Celebrada en el Teatro Real (Madrid), el 8 de mayo de 2007.

### Mejor película del año
- Alatriste, de Agustín Díaz Yanes
- AzulOscuroCasiNegro, de Daniel Sánchez Arévalo
- El laberinto del fauno, de Guillermo del Toro
- Volver, de Pedro Almodóvar

### Premio Especial EGEDA al mejor largometraje documental y/o de animación
- Cineastas en acción, de Carlos Benpar

## XIII edición (2008)
Celebrada en el Teatro Real (Madrid), el 7 de mayo de 2008.

### Mejor película del año
- El orfanato, de Juan Antonio Bayona
- Las 13 rosas, de Emilio Martínez-Lázaro
- La soledad, de Jaime Rosales
- Siete mesas de billar francés, de Gracia Querejeta

### Premio Especial EGEDA al mejor largometraje documental y/o de animación
- Invisibles, de Mariano Barroso, Isabel Coixet, Javier Corcuera, Fernando León de Aranoa y Wim Wenders

## XIV edición (2009)
Celebrada en el Teatro Real (Madrid), el 14 de enero de 2009.

### Mejor película del año
- Camino, de Javier Fesser
- Che: El argentino, de Steven Soderbergh
- La conjura de El Escorial, de Antonio del Real
- Los girasoles ciegos, de José Luis Cuerda
- Sólo quiero caminar, de Agustín Díaz Yanes

### Premio Especial EGEDA al mejor largometraje documental y/o de animación
- El pollo, el pez y el cangrejo real, de José Luis López Linares

## XV edición (2010)
Celebrada en el Palacio de Congresos (Paseo de la Castellana) de Madrid el 28 de enero de 2010.

### Mejor película del año
- Ágora, de Alejandro Amenábar
- Celda 211, de Daniel Monzón
- El baile de la Victoria, de Fernando Trueba
- El secreto de sus ojos, de Juan José Campanella
- Yo, también, de Álvaro Pastor y Antonio Naharro

### Mejor actriz
- Nausicaa Bonnín por Tres días con la familia
- Lola Dueñas por Yo, también
- Leticia Herrero por Gordos

### Mejor actor
- Ricardo Darín por El secreto de sus ojos
- Marc Soto por Petit Indi
- Luis Tosar por Celda 211

### Premio Especial EGEDA al mejor largometraje documental y/o de animación
- Planet 51, de Jorge Blanco

### Medalla de Oro
- Julio Fernández

## XVI edición (2011)
Celebrada en el Palacio de Congresos (Paseo de la Castellana) de Madrid el 17 de enero de 2011.

### Mejor película del año
- Buried, de Rodrigo Cortés
- Entrelobos, de Gerardo Olivares
- Lope, de Andrucha Waddington
- Pa negre, de Agustí Villaronga
- También la lluvia, de Icíar Bollaín

### Mejor actriz
- Nora Navas por Pa negre
- Emma Suárez por La mosquitera
- Belén Rueda por Los ojos de Julia

### Mejor actor
- Eduard Fernández por La mosquitera
- Luis Tosar por También la lluvia
- Unax Ugalde por Bon appétit

### Premio Especial EGEDA al mejor largometraje documental y/o de animación
- Bicicleta, cuchara, manzana

### Medalla de Oro
- Luis Megino

## XVII edición (2012)
Celebrada en el Palacio de Congresos (Paseo de la Castellana) de Madrid el 23 de enero de 2012.

### Mejor película del año
- No habrá paz para los malvados, de Enrique Urbizu
- Balada triste de trompeta, de Álex de la Iglesia
- La piel que habito, de Pedro Almodóvar
- La voz dormida, de Benito Zambrano
- Primos, de Daniel Sánchez Arévalo

### Mejor actriz
- Elena Anaya por La piel que habito
- María León por La voz dormida
- Pilar López de Ayala por Medianeras

### Mejor actor
- José Coronado por No habrá paz para los malvados
- Luis Tosar por Mientras duermes
- Javier Bardem por Biutiful

### Premio Especial EGEDA al mejor largometraje documental y/o de animación
- Chico y Rita de Fernando Trueba y Javier Mariscal

### Medalla de Oro
- Fernando Trueba

## XVIII edición (2013)
Celebrada en el Palacio de Congresos (Paseo de la Castellana) de Madrid el 22 de enero de 2013.

### Mejor película del año
- Blancanieves, de Pablo Berger
- El artista y la modelo, de Fernando Trueba
- Grupo 7, de Alberto Rodríguez
- Lo imposible, de Juan Antonio Bayona

### Mejor actriz
- Carmina Barrios por Carmina o revienta
- Macarena García por Blancanieves
- Maribel Verdú por Blancanieves

### Mejor actor
- Antonio de la Torre por Grupo 7
- Jean Rochefort por El artista y la modelo
- José Sacristán por Madrid, 1987

### Premio Especial EGEDA al mejor largometraje documental y/o de animación
- Las aventuras de Tadeo Jones, de Enrique Gato

### Medalla de Oro
- Gerardo Herrero

## XIX edición (2014)
Celebrada en el Palacio de Congresos (Paseo de la Castellana) de Madrid el 13 de enero de 2014. Presentada por Ana Morgade.

### Mejor película del año
- 15 años y un día, de Gracia Querejeta
- El cuerpo, de Oriol Paulo
- La gran familia española, de Daniel Sánchez Arévalo
- La herida, de Fernando Franco
- Las brujas de Zugarramurdi, de Álex de la Iglesia
- Una pistola en cada mano, de Cesc Gay

### Mejor actriz
- Aura Garrido por Stockholm
- Marián Álvarez por La herida
- Nora Navas por Todos queremos lo mejor para ella

### Mejor actor
- Antonio de la Torre por Caníbal
- Eduard Fernández por Todas las mujeres
- Javier Cámara por Vivir es fácil con los ojos cerrados

### Premio Especial EGEDA al mejor largometraje documental y/o de animación
- Justin y la espada del valor, de Manuel Sicilia

### Premio Especial EGEDA al mejor largometraje latinoamericano
- El médico alemán, de Lucía Puenzo

### Medalla de Oro
- Agustín Almódovar

## XX edición (2015)
Celebrada en el Palacio de Congresos (Paseo de la Castellana) de Madrid el 12 de enero de 2015. Presentada por Ana Morgade.

### Mejor película del año
- La isla mínima, de Alberto Rodríguez
- Magical Girl, de Carlos Vermut
- El Niño, de Daniel Monzón
- Ocho apellidos vascos, de Emilio Martínez-Lázaro

### Mejor actriz
- Elena Anaya por Todos están muertos
- Ingrid García-Jonsson por Hermosa juventud
- Bárbara Lennie por Magical Girl
- Natalia Tena por 10.000 km

### Mejor actor
- Javier Gutiérrez por La isla mínima
- Raúl Arévalo por La isla mínima
- Karra Elejalde por Ocho apellidos vascos
- José Sacristan por Magical Girls

### Premio Especial EGEDA al mejor largometraje documental y/o de animación
- Mortadelo y Filemón contra Jimmy el Cachondo, de Javier Fesser

### Premio Especial EGEDA al mejor largometraje latinoamericano
- Cantinflas, de Sebastián del Amo
- Código Paz, de Pedro Urrutia
- Hoje Eu Quero Voltar Sozinho, de Pedro Ribeiro
- Mr. Kaplan, de Álvaro Brechner
- Relatos salvajes, de Damián Szifron

## XXI edición (2016)
Celebrada en el Palacio de Congresos (Paseo de la Castellana) de Madrid el 12 de enero de 2016. Presentada por Macarena García y José Corbacho.

### Mejor película del año
- A cambio de nada, de Daniel Guzmán
- El Clan, de Pablo Trapero
- Nadie quiere la noche, de Isabel Coixet
- Truman, de Cesc Gay

### Mejor actriz
- Irene Escolar, por Un otoño sin Berlín
- Juliette Binoche, por Nadie quiere la noche
- Natalia de Molina, por Techo y comida
- Nora Navas, por La adopción
- Penélope Cruz, por Ma ma

### Mejor actor
- Guillermo Francella, por El Clan
- Javier Cámara, por Truman
- Luis Tosar, por El desconocido
- Pedro Casablanc, por B, la película
- Ricardo Darín,  por Truman

### Premio Especial EGEDA al mejor largometraje documental
- 13. Miguel Poveda, de Paco Ortiz
- Nacido en Gaza, de Hernán Zin
- Basilio Martín Patino. La décima carta, de Virginia García del Pino
- Ciutat Morta, de Xavier Artigas y Xapo Ortega
- I am your father, de Toni Bestard y Marc Cabotá

### Premio Especial al mejor largometraje latinoamericano
- El abrazo de la serpiente, de Ciro Guerra, países de producción: Colombia
- El clan, de Pablo Trapero, países de producción: Argentina
- El club, de Pablo Larraín, países de producción: Chile
- La memoria del agua, de Matías Bize, países de producción: Chile
- Magallanes, de Salvador del Solar, países de producción: Perú

## XXII edición (2017)
Celebrada en el Teatro de la Maestranza de Sevilla el 14 de enero de 2017.

### Premio al Mejor Largometraje
- 1898. Los últimos de Filipinas, de Salvador Calvo
- El hombre de las mil caras, de Alberto Rodríguez
- Julieta, de Pedro Almodóvar
- Que Dios nos perdone, de Rodrigo Sorogoyen
- Tarde para la ira, de Raúl Arévalo[26]
- Un monstruo viene a verme, de Juan Antonio Bayona

### Premio al Mejor Largometraje Documental
- 2016. Nacido en Siria, de Hernán Zin
- El Bosco. El jardín de los sueños, de José Luis López-Linares
- Jota de Saura, de Carlos Saura
- La historia de Jan, de Bernardo Moll Otto
- Miguel Picazo, un cineasta extramuros, de Enríque Iznaola
- Omega, de José Sánchez Montes y Gervasio Iglesias

### Premio al Mejor Cortometraje Cinematográfico
- Bla bla bla, de Alexis Morante
- Grafitti, de Lluís Quílez
- Timecode, de Juanjo Giménez

### Premio a la Mejor Interpretación Masculina
- Álex Monner, por La propera pell (La próxima piel)
- Antonio de la Torre, por Tarde para la ira
- Eduard Fernández, por El hombre de las mil caras
- Óscar Martínez, por El ciudadano ilustre
- Roberto Álamo, por Que Dios nos perdone

### Premio a la Mejor Interpretación Femenina
- Adriana Ugarte, por Julieta
- Anna Castillo, por El olivo
- Bárbara Lennie, por María y los demás
- Carmen Machi, por La puerta abierta
- Emma Suárez, por Julieta
- Inma Cuesta, por La novia

### Premio a la Mejor Película Latinoamericana
- Aquí no ha pasado nada, de Alejandro Fernández Almendras, países de producción: Chile
- El acompañante, de Pavel Giroud, países de producción: Cuba, Venezuela y Colombia
- El ciudadano ilustre, de Mariano Cohn y Gastón Duprat, países de producción: Argentina y España
- Neruda, de Pablo Larraín, países de producción: Argentina, Chile y España
- Sin muertos no hay carnaval, de Sebastian Cordero, países de producción: Ecuador y México

### Premio al Cine y la Educación en Valores
- 100 metros, de Marcel Barrena
- El olivo, de Iciar Bollaín
- Un monstruo viene a verme, de Juan Antonio Bayona

## XXIII edición (2018)
Se celebró en el Palacio de Congresos de Zaragoza el 13 de enero de 2018.

### Premio al Mejor Largometraje de Ficción o Animación
- Abracadabra, de Pablo Berger
- El autor, de Manuel Martín Cuenca (ex aequo)
- Handia, de Aitor Agirre y Jon Garaño
- La librería, de Isabel Coixet (ex aequo)
- Verano 1993, de Carla Simón

### Premio al Mejor Largometraje Documental
- Alberto García-Alix. La línea de sombra, de Nicolás Combarro
- Dancing Beethoven, de Arantxa Aguirre
- Muchos hijos, un mono y un castillo, de Gustavo Salmerón
- Sara Baras. Todas las voces, de Pepe Andreu y Rafa Molés
- Saura(s), de Félix Viscarret

### Premio al Mejor Cortometraje Cinematográfico
- Los desheredados, de Laura Ferrés
- Madre, de Rodrigo Sorogoyen
- Tabib, de Carlo d'Ursi

### Premio a la Mejor Interpretación Masculina
- Andrés Gertúdix, por Morir
- David Verdaguer, por Verano 1993
- Javier Gutiérrez, por El autor
- Juan Diego, por No sé decir adiós

### Premio a la Mejor Interpretación Femenina
- Adelfa Calvo, por El autor
- Anna Castillo, por La llamada
- Bruna Cusí, por Verano 1993
- Marián Álvarez, por Morir
- Maribel Verdú, por Abracadabra
- Nathalie Poza, por No sé decir adiós

### Premio a la Mejor Película Latinoamericana
- La cordillera, de Santiago Mitre, países de producción: Argentina, España y Francia
- Las hijas de Abril, de Michel Franco, países de producción: México
- Mi mundial, de Carlos Morelli, países de producción: Argentina, Brasil y Uruguay
- Últimos días en La Habana, de Fernando Pérez, países de producción: Cuba
- Una mujer fantástica, de Sebastián Lelio, países de producción: Chile y España

### Premio al Cine y la Educación en Valores
- Deep, de Julio Soto
- Handia, de Aitor Agirre y Jon Garaño
- Lo que de verdad importa, de Paco Arango

### Medalla de Oro
- Carlos Saura

## XXIV edición (2019)
Se celebró en el Palacio de Congresos de Zaragoza el 12 de enero de 2019.

### Mejor Largometraje de Ficción y/o Animación
- Campeones, de Javier Fesser
- Carmen y Lola, de Arantxa Echevarría
- Entre dos aguas, de Isaki Lacuesta
- El Reino, de Rodrigo Sorogoyen

### Mejor Interpretación Femenina
- Alexandra Jiménez por Las distancias
- Bárbara Lennie por Petra
- Eva Llorach por Quién te cantará
- Penélope Cruz por Todos lo saben

### Mejor Interpretación Masculina
- Antonio de la Torre por El Reino
- Javier Bardem por Todos lo saben
- Javier Gutiérrez por Campeones
- José Coronado por Tu hijo

### Mejor Largometraje Documental
- Apuntes para una película de atracos, de Elías León Siminian
- Camarón: Flamenco y Revolución, de Alexis Morante
- Desenterrando Sad Hill, de Guillermo De Oliveira
- El silencio de otros, de Robert Bahar, Almudena Carracedo

### Mejor Película Latinoamericana
- Las Herederas, de Marcelo Martinessi (Paraguay, Alemania, Uruguay, Brasil, Francia, Noruega)
- La noche de 12 años, de Álvaro Brechner (España, Uruguay, Francia, Argentina)
- Roma, de Alfonso Cuarón (México)
- Sergio & Serguéi, de Ernesto Daranas (Cuba, España)

### Mejor Cortometraje
- 9 pasos, de Marisa Crespo, Moises Romera
- Cerdita, de Carlota Pereda
- Matria, de Álvaro Gago

### Premio al Cine y Educación en Valores
- Campeones, de Javier Fesser
- Carmen y Lola, de Arantxa Echevarría
- La enfermedad del domingo, de Ramón Salazar

### Medalla de Oro de EGEDA
- José Frade

## XXV edición (2020)
Se celebró en el Palacio Congresos (Paseo de la Castellana) de Madrid el 11 de enero de 2020.

### Mejor cortometraje
- El Nadador, de Pablo Barce
- Maras, de Salvador Calvo
- Suc de Síndria, de Irene Moray

### Mejor película latinoamericana
- Araña, de Andrés Wood (Chile)
- La Camarista, de Lila Avilés (México)
- La Odisea de los Giles, de Sebastián Borensztein (Argentina)
- Monos, de Alejandro Landes (Colombia)
- Un traductor, de Rodrigo y Sebastián Barriuso (Cuba)

### Mejor largometraje documental
- Ara Malikian: Una vida entre las cuerdas, de Nata Moreno
- Aute Retrato, de Gaizka Urresti
- El Cuadro, de Andrés Sanz
- Historias de nuestro cine, de Ana Pérez-Lorente y Antonio Resines

### Mejor interpretación masculina
- Antonio Banderas, por Dolor y gloria
- Antonio de la Torre, por La trinchera infinita
- Enric Auquer por Quien a hierro mata
- Karra Elejalde por Mientras dure la guerra

### Premio Forqué en Cine y Educación en Valores
- Abuelos, De Santiago Requejo
- Diecisiete, de Daniel Sánchez Arévalo
- Elisa y Marcela, de Isabel Coixet
- Vivir dos veces, de María Ripoll

### Mejor interpretación femenina
- Belén Cuesta por La trinchera infinita
- Greta Fernández por La hija de un ladrón
- Marta Nieto por Madre
- Pilar Castro por Ventajas de viajar en tren

### Mejor largometraje de ficción y/o animación
- Dolor y gloria, de Pedro Almodóvar
- La trinchera infinita, de Aitor Arregi, Jon Garaño y Jose Mari Goenaga
- Mientras dure la guerra, de Alejandro Amenábar
- O que arde, de Oliver Laxe

### Premio Especial del 25 Aniversario
- El laberinto del fauno, de Guillermo del Toro
- La buena estrella, de Ricardo Franco
- La isla mínima, de Alberto Rodríguez
- Solas, de Benito Zambrano
- Tesis, de Alejandro Amenábar

### Medalla de Oro
- Gonzalo Suárez[27]

## XXVI edición (2021)
Se celebra en el Palacio Municipal de IFEMA (Madrid), el 11 de diciembre de 2021. La gala estuvo presentada por Aitana Sánchez-Gijón y Miguel Ángel Muñoz.

### Mejor largometraje de ficción y/o animación
- Adú, de Salvador Calvo
- Akelarre, de Pablo Agüero
- La boda de Rosa, de Icíar Bollaín
- Las niñas, de Pilar Palomero

### Mejor cortometraje
- A la cara
- Yalla
- Yo

### Mejor serie
- Antidisturbios, de Isabel Peña y Rodrigo Sorogoyen
- La casa de papel, de Álex Pina
- Patria, de Aitor Gabilondo
- Veneno, de Javier Calvo y Javier Ambrossi

### Mejor interpretación masculina
- David Verdaguer, por Uno para todos
- Javier Cámara, por Sentimental
- Juan Diego Botto, por Los europeos
- Mario Casas, por No matarás

### Mejor interpretación femenina
- Andrea Fandos, por Las niñas
- Candela Peña, por La boda de Rosa
- Kiti Mánver, por El inconveniente
- Patricia López Arnáiz, por Ane

### Mejor interpretación masculina en una serie
- Álex García Fernández, por Antidisturbios
- Hovik Keuchkerian, por Antidisturbios
- Javier Cámara, por Vamos Juan
- Raúl Arévalo, por Antidisturbios

### Mejor interpretación femenina en una serie
- Ane Gabarain, por Patria
- Daniela Santiago, por Veneno
- Elena Irureta, por Patria
- Vicky Luengo, por Antidisturbios

### Premio Forqué en Cine y Educación en Valores
- Adú, de Salvador Calvo
- La boda de Rosa, de Icíar Bollaín
- Las niñas, de Pilar Palomero
- Uno para todos, de David Ilundain

### Medalla de Oro
- Fernando Colomo
- Beatriz de la Gándara

## XXVII edición (2022)
La gala se celebró el 11 de diciembre de 2021 desde IFEMA (Madrid). La gala estuvo presentada por Marta Hazas y Elena S. Sánchez.

### Mejor largometraje de ficción y/o animación
- El buen patrón, de Fernando León de Aranoa
- Madres paralelas, de Pedro Almodóvar
- Maixabel, de Icíar Bollaín
- Mediterráneo, de Marcel Barrena

### Mejor largometraje documental
- 100 días con la tata
- Buñuel. Un cineasta surrealista
- Héroes. Silencio y rock & roll
- Quién lo impide

### Mejor cortometraje
- El monstruo invisible
- Mindanao
- The monkey

### Mejor interpretación masculina
- Eduard Fernández, por Mediterráneo
- Javier Bardem, por El buen patrón
- Luis Tosar, por Maixabel
- Urko Olazabal, por Maixabel

### Mejor interpretación femenina
- Blanca Portillo, por Maixabel
- Marta Nieto, por Tres
- Penélope Cruz, por Madres paralelas
- Petra Martínez, por La vida era eso

### Mejor largometraje latinoamericano del año
- 98 segundos sin sombra
- Lavaperros
- Los lobos
- Noche de fuego

### Premio Forqué en Cine y Educación en Valores
- 100 días con la tata
- Madres paralelas
- Maixabel
- Mediterráneo

### Mejor serie
- Hierro, de Pepe Coira
- Historias para no dormir, de varios directores
- La Fortuna, de Alejandro Amenábar
- Maricón perdido, de Bob Pop

### Mejor interpretación masculina en una serie
- Álvaro Mel, por La Fortuna
- Darío Grandinetti, por Hierro
- Javier Cámara, por Venga Juan
- Javier Gutiérrez, por Reyes de la noche

### Mejor interpretación femenina en una serie
- Ana Polvorosa, por La Fortuna
- Candela Peña, por Hierro
- Maribel Verdú, por Ana Tramel. El juego
- Nadia de Santiago, por El tiempo que te doy

### Medalla de oro
- José Antonio Félez

## XXVIII edición (2023)
La gala se celebró el 17 de diciembre de 2022 desde IFEMA (Madrid).

### Mejor largometraje de ficción y/o animación
- Alcarràs, de Carla Simón
- As bestas, de Rodrigo Sorogoyen
- Cinco lobitos, de Alauda Ruiz de Azúa
- Modelo 77, de Alberto Rodríguez Librero

### Mejor largometraje documental
- A las mujeres de España. María Lejárraga, de Laura Hojman
- Labordeta, un hombre sin más, de Gaizka Urresti & Paula Labordeta
- [REC] Terror sin pausa', de Diego López-Fernández
- Sintiéndolo mucho, de Fernando León de Aranoa

### Mejor cortometraje
- Au pair, de David P. Sañudo
- Cuerdas, de Estíbaliz Urresola
- Tótem Loba, de Verónica Echegui

### Mejor interpretación masculina
- Denis Ménochet por As bestas
- Luis Tosar por En los márgenes
- Miguel Herrán por Modelo 77
- Nacho Sánchez por Mantícora

### Mejor interpretación femenina
- Anna Castillo por Girasoles silvestres
- Laia Costa por Cinco lobitos
- Laura Galán por Cerdita
- Susi Sánchez por Cinco lobitos

### Mejor largometraje latinoamericano del año
- Argentina, 1985, de Santiago Mitre
- Cumpleañero, de Arturo Montenegro
- El castigo, de Matías Bize
- Utama, de Alejandro Loayza Grisi

### Premio Forqué en Cine y Educación en Valores
- Alcarràs, de Carla Simón
- Cinco lobitos, de Alauda Ruiz de Azúa
- En los márgenes, de Juan Diego Botto
- La consagración de la primavera, de Fernando Franco

### Mejor serie
- ''Apagón''
- Historias para no dormir
- La unidad
- Rapa

### Mejor interpretación masculina en una serie
- Javier Cámara por Rapa
- Jesús Carroza por Apagón
- Luis Callejo por Apagón
- Luis Zahera por Entrevías

### Mejor interpretación femenina en una serie
- Anna Castillo por Fácil
- Itziar Ituño por Intimidad
- Mónica López por Rapa
- Natalia de Molina por Fácil

### Medalla de oro
- José Luis Bermúdez de Castro.

## XXIX edición (2024)
La gala se celebró el 16 de diciembre de 2023 desde IFEMA (Madrid). La gala está presentada por Macarena Gómez y Pablo Chiapella.

### Mejor largometraje de ficción
- 20.000 especies de abejas, de Estibaliz Urresola Solaguren
- Cerrar los ojos, de Víctor Erice
- La sociedad de la nieve, de Juan Antonio Bayona
- Upon entry (La llegada), de Juan Sebastián Vázquez y Alejandro Rojas

### Mejor largometraje documental
- El caso Padilla, de Pavel Giroud
- Iberia, naturaleza infinita, de Arturo Menor Campillo
- Juan Mariné, un siglo de cine, de María Luisa Pujol
- Samsara, de Lois Patiño

### Mejor largometraje de animación
- Dispararon al pianista, de Fernando Trueba y Javier Mariscal
- El sueño de la sultana, de Isabel Herguera
- Momias, de Juan Jesús García Galocha
- Robot dreams, de Pablo Berger

### Mejor cortometraje cinematográfico
- Actos por partes, de Sergio Milán
- Aunque es de noche, de Guillermo García López
- París 70, de Dani Feixas Roka

### Mejor interpretación masculina
- Alberto Ammann por Upon entry (La llegada)
- David Verdaguer por Saben aquell
- Hovik Keuchkerian por Un amor
- Manolo Solo por Cerrar los ojos

### Mejor interpretación femenina
- Blanca Portillo por Teresa
- Laia Costa por Un amor
- Malena Alterio por Que nadie duerma
- María Vázquez por Matria

### Mejor película latinoamericana del año
- La memoria infinita, de Maite Alberdi
- La pecera, de Glorimar Marrero Sánchez
- Los colonos, de Felipe Gálvez Haberle
- Puan, de María Alché y Benjamín Naishtat

### Premio Forqué al Cine y la Educación en Valores
- 20.000 especies de abejas, de Estibaliz Urresola Solaguren
- Campeonex, de Javier Fesser
- Chinas, de Arantxa Echevarría
- Te estoy amando locamente, de Alejandro Marín

### Mejor serie
- 30 monedas
- El cuerpo en llamas
- La mesías
- Poquita fe

### Mejor interpretación masculina en una serie
- Albert Pla por La mesías
- Javier Cámara por Rapa
- Raúl Cimas por Poquita fe
- Roger Casamajor por La mesías

### Mejor interpretación femenina en una serie
- Ana Rujas por La mesías
- Esperanza Pedreño por Poquita fe
- Lola Dueñas por La mesías
- Úrsula Corberó por El cuerpo en llamas

### Premio del público
- Campeonex de Javier Fesser
- Momias de Juan Jesús García Galocha
- Vacaciones de verano de Santiago Segura
- ¡Vaya vacaciones! de Víctor García León

### Medalla de oro
- Eduardo Campoy

## XXX edición (2025)
La gala se celebró el 14 de diciembre de 2024 desde IFEMA (Madrid).

### Mejor largometraje de ficción
- El 47, de Marcel Barrena
- La estrella azul, de Javier Macipe
- Segundo premio, de Isaki Lacuesta
- La infiltrada, de Arantxa Echevarría

### Mejor largometraje documental
- Chaplin. Espíritu gitano, de Carmen Chaplin
- La guitarra flamenca de Yerai Cortés, de Antón Álvarez
- Marisol, llámame Pepa, de Blanca Torres
- Mi hermano Alí, de Paula Palacios

### Mejor largometraje de animación
- Mariposas negras, de David Baute
- Buffalo Kids, de Pedro Solís y Juan Jesús García 'Galo'
- Guardiana de dragones, de Salvador Simó y Li Jianping
- Rock Bottom, de María Trenor

### Mejor interpretación masculina
- Eduard Fernández por Marco
- Antonio de la Torre por Los destellos
- Mario Casas por Escape
- Pepe Lorente por La estrella azul

### Mejor interpretación femenina
- Carolina Yuste por La infiltrada
- Emma Vilarasau por Casa en flames
- Najwa Nimri por La virgen roja
- Patricia López Arnaiz por Los destellos

### Mejor película latinoamericana del año
- El jockey de Luis Ortega
- El lugar de la otra de Maite Alberdi
- Ladrón de perros de Vinko Tomicic
- Memorias de un cuerpo que arde de Antonella Sudasassi Furniss

### Premio Forqué al Cine y la Educación en Valores
- El 47 de Marcel Barrena
- La estrella azul de Javier Macipe
- La infiltrada de Arantxa Echevarría
- Soy Nevenka de Icíar Bollaín

### Mejor serie de ficción
- Las abogadas
- Cristóbal Balenciaga
- El caso Asunta
- Querer

### Mejor interpretación masculina en una serie
- Alberto San Juan por Cristóbal Balenciaga
- Oriol Pla por Yo, adicto
- Javier Cámara por Rapa
- Pedro Casablanc por Querer

### Mejor interpretación femenina en una serie
- Carmen Machi por Celeste
- Candela Peña por El caso Asunta
- Iria del Río por Los años nuevos
- Nagore Aranburu por Querer

### Mejor cortometraje cinematográfico
- La gran obra, de Àlex Lora
- La noche eterna, de Eneko Sagardoy
- Evanescente, de Gala Gracia y Guillermo Garavito

### Medalla de oro
- José Luis Garci

### Premio del Público
- Casa en llamas, de Dani de la Orden

## Actuales categorías
- Mejor película de España / Premio al Mejor Largometraje de Ficción
- Mejor película de Hispanoamérica / Mejor película latinoamericana del año
- Premio al Mejor Largometraje de Animación
- Premio al Mejor Largometraje Documental
- Premio al Mejor Cortometraje Cinematográfico
- La Medalla de Oro de EGEDA que premia una gran trayectoria de apoyo al cine español.
- Premio a la Mejor Interpretación Masculina y Femenina
- Premio al Cine y la Educación en Valores
- Premios a la Mejor Serie
- Premio a la Mejor Interpretación Masculina y Femenina en Serie
- Medalla de oro a toda su carrera productor/a audiovisual
- Medalla de oro a toda su carrera En cualquier categoría excepto productor/a audiovisual